# Charlot vrea să se însoare
Charlot vrea să se însoare (în engleză A Jitney Elopement) este un film american de comedie din 1915 produs de Jess Robbins și scris și regizat de Charlie Chaplin. În alte roluri interpretează actorii Edna Purviance, Leo White și Ernest Van Pelt. A avut premiera la 1 aprilie 1915.

## Distribuție
- Charles Chaplin - pretendent, conte fals
- Edna Purviance - Edna
- Ernest Van Pelt - tatăl Ednei
- Leo White - Contele Chloride de Lime, pretendent
- Lloyd Bacon - Young Butler / Cop (uncredited)
- Paddy McGuire -Old Butler/Cop
- Bud Jamison -Cop with Baton
- Carl Stockdale - Cop
- Fred Goodwins (rol nedeterminat)